# Dekstrin
 Der er for få eller ingen kildehenvisninger i denne artikel, hvilket er et problem. Du kan hjælpe ved at angive troværdige kilder til de påstande, som fremføres i artiklen.

Dekstrin (eng.: dextrin) er et kulhydrat som er spaltet fra stivelse i munden. Imodsætning til stivelse, som er en polymer af glukose, dekstrin er korte oligomerer af monosakkarider (f.eks. glukose).
I kroppen nedbrydes dekstrin til maltose af bugspytamylase i tolvfingertarmen. Maltose nedbrydes endelig til glukose hvorefter det kan optages i kroppen.
| Organisk kemi | Spire Denne artikel om organisk kemi er en spire som bør udbygges. Du er velkommen til at hjælpe Wikipedia ved at udvide den. |